# Felip Pedrell
Felip (Felipe) Pedrell (født 19. februar 1841 i Tortosa, Spanien, død 19. august 1922 i Barcelona, Spanien) var en spansk komponist og pædagog. 
Pedrell var en af de første betydningsfulde komponister og musikpædagoger i Spanien. Han underviste bl.a. Manuel de Falla, Enrique Granados, Isaac Albéniz og Roberto Gerhardt. Sidstnævnte skrev en symfoni, som var dedikeret til Pedrell: Homenaje a Pedrell. 
Han har skrevet en symfoni, orkesterværker, kammermuik, operaer, folkemusik og kirkemusik.

## Udvalgte værker
- Symfoni (?) - for orkester
- L'último abenzeraggio (Den sidste abenzeraggio) (1874) - opera
- Quasimodo (1875) - opera
- La veu de les muntanyes (Bjergets stemme) (1877) (Symfonisk digtning) - for orkester
- I trionfi (Triumferne) (1880) (Symfonisk digtning) - for orkester
- Excelsior (1880) - for orkester
- Alleluia (1865) - for solister, kor og orgel
- Messe (1857) - for to stemmer og orgel
- Nocturn-Trio (1873) - kammermusik
- Strygekvartet (1879) - kammermusik
- Gaillarde (1879) - for strygekvartet - kammermusik